# Hanne Bjurstrøm

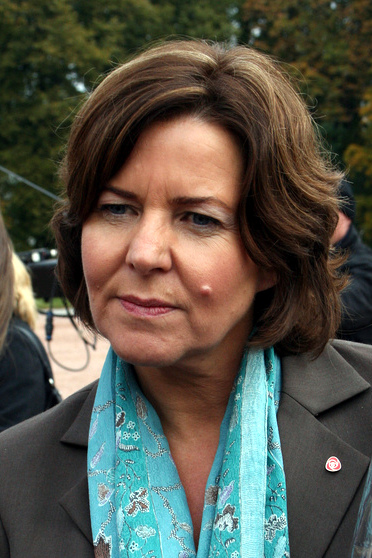
Hanne Bjurstrøm, 2009

Hanne Inger Bjurstrøm (* 20. September 1960 in Oslo) ist eine norwegische Juristin und Politikerin der Arbeiderpartiet (Ap).

## Biografie
Nach dem Schulbesuch studierte Hanne Inger Bjurstrøm Rechtswissenschaft, nach Beendigung des Studiums war sie Justiziarin des Konzerns Aker ASA. Im Anschluss war sie zunächst Richterin und danach Vorsitzende Richterin am Arbeitsgericht. Nach einer weiteren Tätigkeit als Mitarbeiterin beim Europarat war Bjurstrøm Rechtsberaterin der Regierung sowie des Justizministeriums (Justisdepartementet).
Zuletzt war sie als Sonderberaterin des Umweltministeriums (Miljøverndepartementet) Unterhändlerin und Leiterin der Delegation Norwegens bei der UN-Klimakonferenz in Kopenhagen vom 7. bis 18. Dezember 2009.
Am 20. Oktober 2009 wurde sie von Ministerpräsident Jens Stoltenberg zur Arbeitsministerin in seine Regierung berufen. Aufgrund der Tätigkeit als Unterhändlerin bei der UN-Klimakonferenz konnte sie dieses Amt jedoch offiziell erst am 21. Dezember 2009 antreten. Zwischenzeitlich wurden die Amtsgeschäfte von der Ministerkollegin Rigmor Aasrud geführt. Im Zuge einer größeren Ministerrochade verließ Bjurstrøm am 21. September 2012 das Kabinett.
2016–2021 war sie Ombudsfrau für Gleichstellung und Antidiskriminierung.